# Odynerus lucidus
Odynerus lucidus är en stekelart som beskrevs av Giordani Soika. Odynerus lucidus ingår i släktet lergetingar, och familjen Eumenidae. Inga underarter finns listade i Catalogue of Life.